# Как птица на проволоке
«Как птица на проволоке» (нем. Wie ein Vogel auf dem Draht) — музыкальный телефильм режиссёра Райнера Вернера Фасбиндера, вышедший на экраны в 1975 году.

## Сюжет
Фильм построен как музыкальное шоу, в ходе которого Бригитта Мира исполняет песни, перемежая их рассказами о своей жизни, в частности о своих замужествах. В одном из эпизодов она общается с другой певицей — Эвелин Кюннеке; в другом эпизоде она выступает перед аудиторией гей-клуба. Название отсылает к известной песне Леонарда Коэна Bird on the Wire, звучащей в фильме.

## В ролях
- Бригитта Мира[англ.] — камео
- Эвелин Кюннеке[англ.] — камео
- Эль Хеди Бен Салем[англ.] — бодибилдер
- Ингфрид Гофман[англ.] — пианист в баре
- Курт Рааб— посетитель бара